# Kopce (województwo lubelskie)
Kopce – wieś w Polsce położona w województwie lubelskim, w powiecie janowskim, w gminie Janów Lubelski.
W latach 1975–1998 miejscowość położona była w województwie tarnobrzeskim.

## Historia
Wieś powstała w okresie międzywojennym (przed 1936 r.) na gruntach należących do Janowa Lubelskiego. Z tej racji uważano ją za odległe przedmieście miejskie..
1 stycznia 1973 (jako Borownica-Kopce) wyłączone z granic miasta Janowa Lubelskiego.